# Santa Rosa (Curaçao)
Santa Rosa is een plaats in Curaçao. Het was gesticht door de katholieke missie en bevindt zich ten oosten van Willemstad.

## Geschiedenis
De parochie Santa Rosa was in 1813 gesticht en bevatte 55 plantages en 61 tuinen. De plantages waren eigendom van de kolonisten en hadden slaven. De tuinen waren kleine boerderijen en vaak eigendom van gemanumitteerde (vrijgelaten) slaven. In 1839 vestigde Jacobus Putman, een katholieke missionaris, zich in Santa Rosa en bouwde een kerk die vernoemd werd naar Rosa van Lima.
In 1842 werd toestemming verleend tot de bouw van een armenschool. Onderwijs was oorspronkelijk verboden voor kinderen van slaven, maar Putman kreeg uiteindelijk toestemming en in 1848 werden twee scholen gebouwd met een capaciteit van 400 leerlingen. Na de afschaffing van de slavernij in 1863 werd Bandariba, het gebied ten oosten en zuiden van Willemstad, voornamelijk bevolkt door voormalige slaven. In 1885 werd een weeshuis gesticht dat  nog steeds bestaat. In 1900 werd de oude kerk afgebroken en in 1901 een nieuwe kerk geopend. In de 20e eeuw werd de parochie verschillende keren gesplitst vanwege een bevolkingstoename.
Santa Rosa is een redelijk dichtbevolkte plaats, en bestaat voornamelijk uit een autochtone bevolking. Economisch ligt Santa Rosa rond het nationale gemiddelde. 84% van de identificeert zich als katholiek, hetgeen bovengemiddeld is.

## Geboren
- Luidjino Hoyer (1988), voetballer[10]
- Jemyma Betrian (1991), boksster en kickboksster[11]

## Galerij

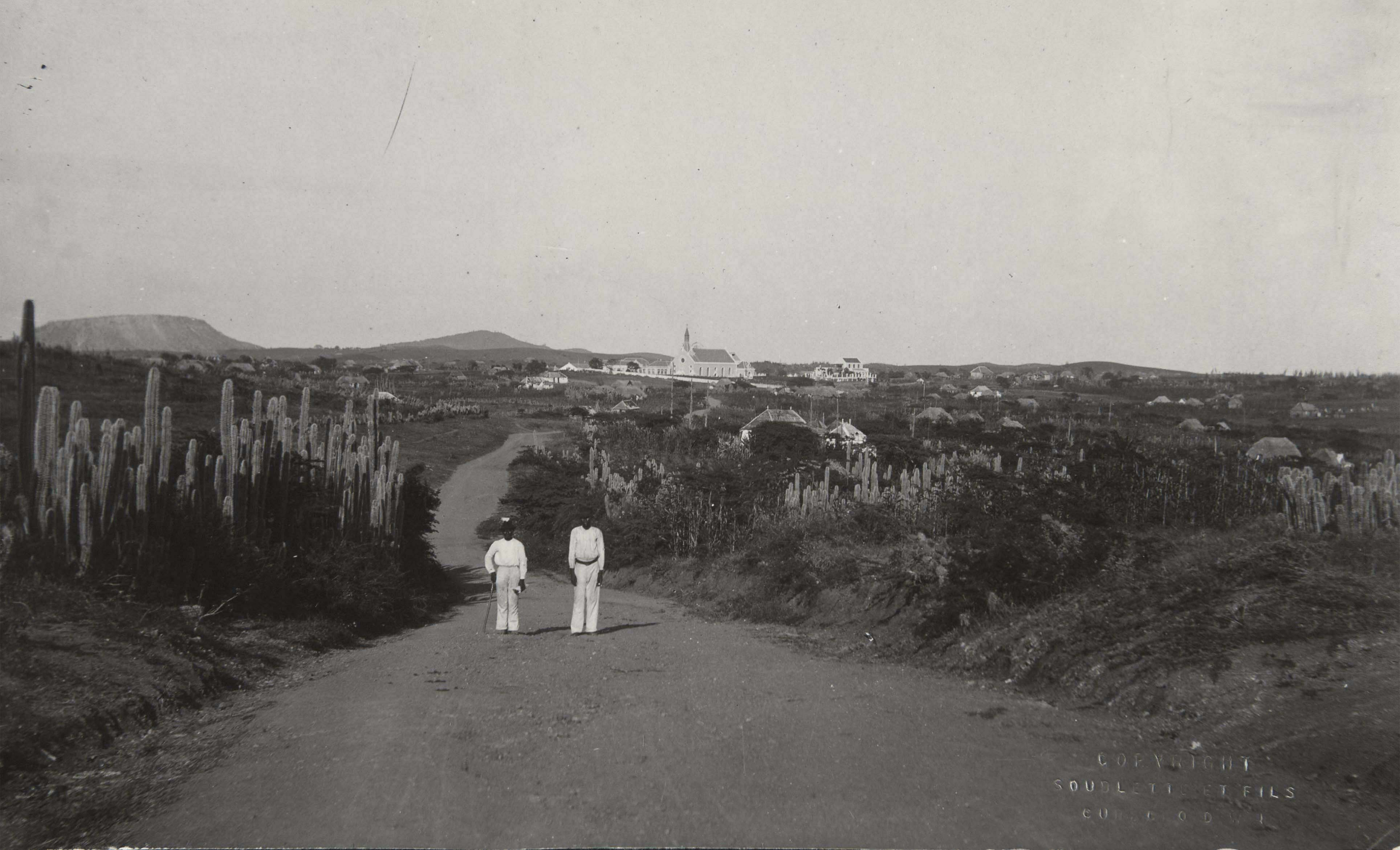
Gezicht op Santa Rosa (1900-1904)
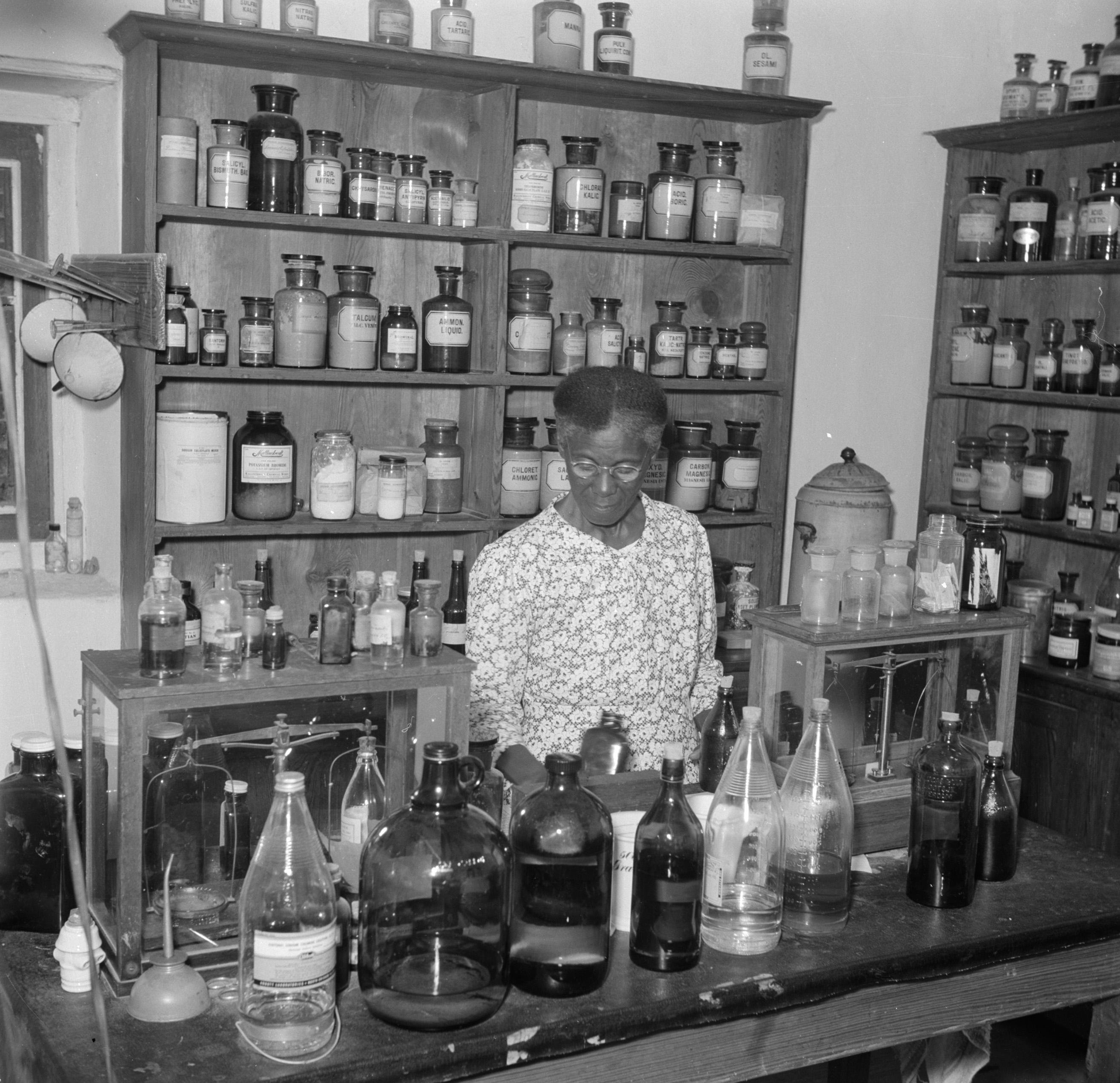
De apotheek van Santa Rosa (1947)
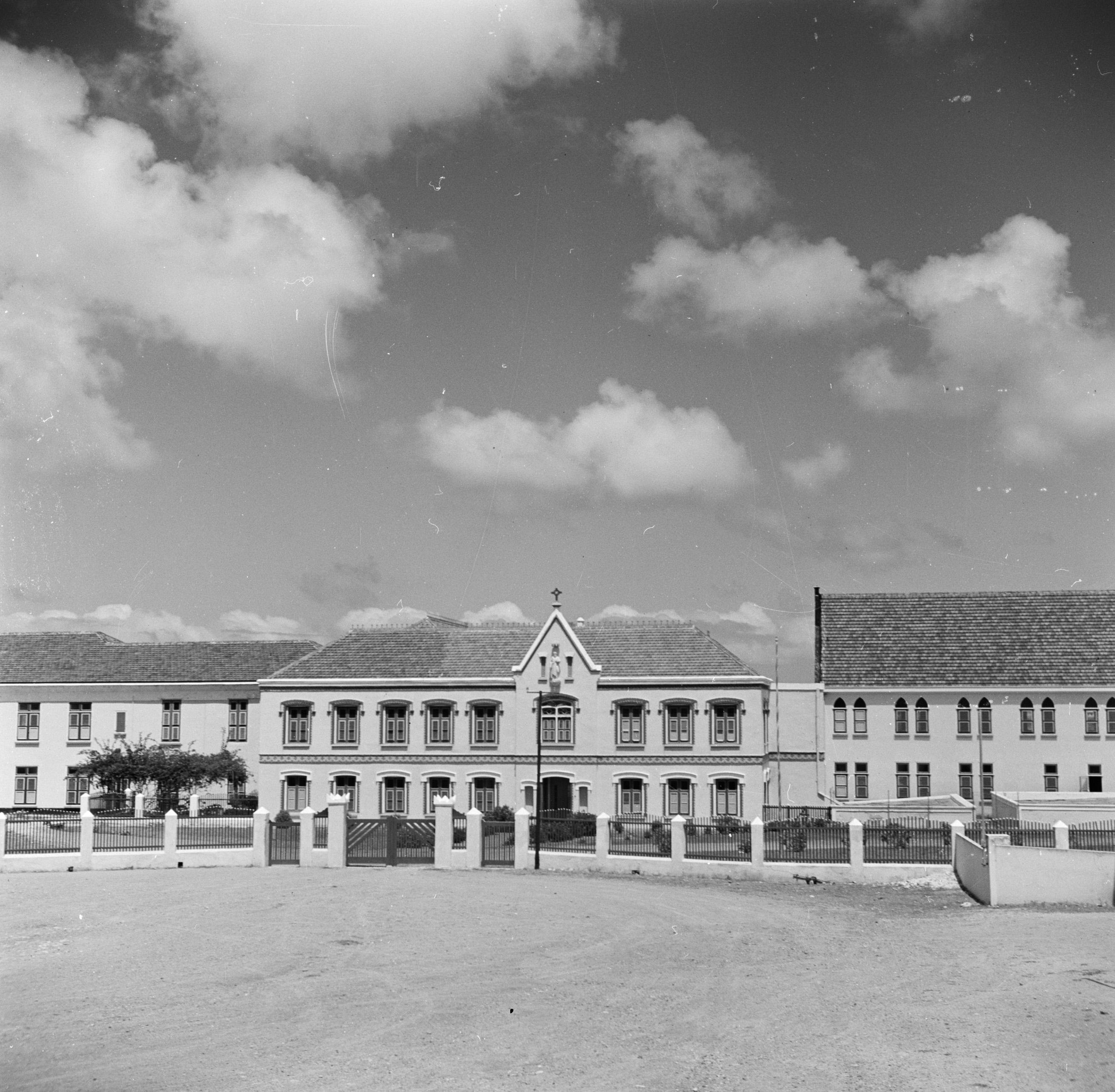
Het klooster St Jozef (1947)
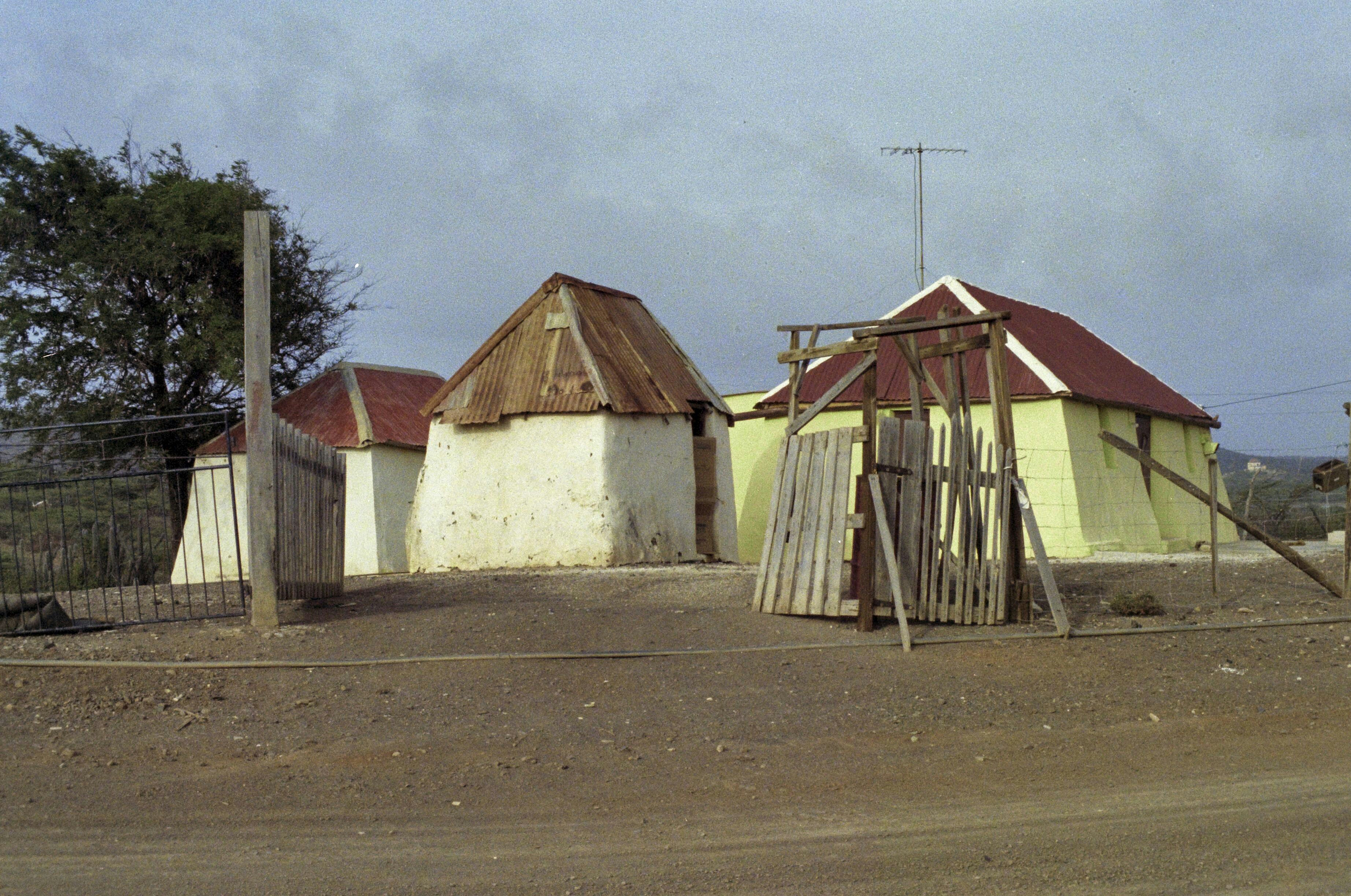
Voormalige slavenhuizen in Santa Rosa (1982)